# سلاک (شهرستان آلشیفسکی، باشقیرستان)
سلاک (به لاتین: Slak) یک منطقهٔ مسکونی در روسیه است که در باشقیرستان واقع شده‌است.